# 齊東街日式宿舍
25°02′30″N 121°31′44″E / 25.041587°N 121.528825°E
齊東街日式宿舍，包含臺北琴道館、臺灣文學基地（原齊東詩舍）等機構，是全臺北歷史建築保存最完整之街區，也是《文化資產保存法》第一批採「面狀保存」的日式宿舍群。齊東街舊稱為「三板橋街」，在清領時期，齊東街主要肩負城內至臺灣北端基隆運送米糧物資之「米道」，至今在實存空間上留有不同於臺北市棋盤格道路系統之斜曲巷弄，在歷史空間意義上十分特殊。日治時期約1920年代至1940年代，本區興起大量日式宿舍群落建築供作官員使用，因此被稱為幸町職務官舍群，在舊有街道上更為此區添加外來建築形式（日式宿舍）的異國風貌與情調。二戰後該日式宿舍區由臺灣銀行接收，轉作銀行長官居所。

## 歷史
齊東街日式宿舍位於臺灣臺北市中正區齊東街與濟南路一帶，日治時期為幸町，1920年至1940年間建立。齊東街53巷11號的建物為市定古蹟，53巷2、4、6、8、9、10、13號及濟南路2段25、27號為歷史建築。
其中「齊東街53巷9號」在2004年9月20日登錄為歷史建築後的隔日凌晨3點即被所有人僑果實業連夜偷拆，遭文化局痛斥要求蓋回原樣並被建管處開罰新臺幣3萬元，該處在2013年被改建為由姚仁喜設計的仿日式風格豪宅，但文資身份尚在。

## 臺北琴道館
齊東街53巷11號修繕後，2013年由「社團法人中華古琴學會」經營「臺北琴道舘」。

## 臺灣文學基地
濟南路二段25、27號修繕後，2014年由國立臺灣文學館接手經營齊東詩舍。2020年，齊東詩舍轉型為臺灣文學基地（簡稱臺文基地），致力於文學與文化的創新實驗。臺文基不僅將發掘臺灣文學的各種可能，更嘗試發展出多元的創新模式。除了透過臺灣文史相關展覽，展示齊東街日式宿舍群的歷史軌跡、帶領讀者進入臺灣文學外，也將規劃作家駐村、主題特展、改編沙盒、跨界展演、書市集、親子／熟齡說故事、文史走讀等活動，促進作家與讀者雙向交流，激盪出全新的文學樣貌。臺灣文學基地現擴增至齊東街53巷2、4、6、8、10號。

### 臺灣文學基地駐村作家
臺灣文學基地為鼓勵臺灣文學創作並促進創作者與大眾、國際文學界之交流，每期設定駐村寫作主題，邀請國內、外文學創作者短期進駐。

#### 2021年度
- 楊双子（1月19日-1月25日）
- 陳胤（2月17日-3月2日）
- 許瞳（3月6日-3月19日）
- 簡永達（3月24日-4月6日）
- 張渝歌（4月10日-4月23日）
- 傅凱羚（4月28日-5月4日）
- 小惑星（7月4日-7月10日）
- 瀟湘神（7月14日-7月20日）
- 多馬斯（7月24日-8月12日）
- 洪詩婷（8月16日-9月9日）
- 林宇軒（9月15日-9月28日）
- 羿禃（11月2日-11月16日）
- 李時雍（11月19日-11月25日）
- 徐振輔（11月29日-12月14日）
- 尤根·艾凱（12月17日-12月30日）

#### 2022年度
- 林恕全（4月19日-4月30日）
- 林玄（5月14日-6月2日）
- 盛浩偉（6月5日-6月24日）
- 黃文儀（7月1日-7月14日）
- 古羅文君（7月19日-8月1日）
- 梁莉姿（8月5日-8月18日）
- 許恩恩（9/21-10/18）
- 鄭琬融（10/25-11/14）
- 蘇美玉（11/18-12/17）
- 王學慧（12/20-2023/01/02）

#### 2023年度
- 蔡明璇（1/31-2/20）
- 班與唐（2/27-3/28）
- 趙心馳（4/6-4/12）
- 楚然（4/16-4/22）
- Rimuy（4/24-5/23）
- 吳妖妖（5/26-6/24）

## 外部連結
- 中華古琴學會─臺北琴道舘 （页面存档备份，存于）
- 中華古琴學會─臺北琴道舘的Facebook專頁
- 臺灣文學基地 （页面存档备份，存于）
- 臺灣文學基地的Facebook專頁